# Джей Мор
Джон Фергюсон «Джей» Мор (англ. Jon Ferguson "Jay" Mohr; нар. 23 серпня 1970) — американський актор, найбільш відомий за головними ролями у фільмі «Портрет досконалості» і телесеріалах «Action» та «Та, що говорить з привидами».

## Біографія
Мор народився 23 серпня 1970 року у Вероні, штат Нью-Джерсі і має шотландське походження. Він закінчив середню школу Верони в 1988 році, в школі був у команді з боротьби та був її капітаном. Після закінчення середньої школи увійшов до акторського складу у театрі Nutley Little Theatre у Натлі, штат Нью-Джерсі.
1991 року став ведучим розважального конкурсу синхронізації губ Lip Service на MTV, який приніс йому нагороду «CableACE Award». Потім з'явився як головний актор у сезонах «Суботнього вечора в прямому ефірі» 1993–94 та 1994–95 років.
Перша головна роль Мора в кіно була в 1996 році, коли він зіграв підступного спортивного агента Боба Шугара у фільмі «Джеррі Магвайр», а в 1997 році отримав головну роль у фільмі «Портрет досконалості» з Дженніфер Еністон. Пізніше з'явився в інших фільмах, включаючи «Королі самогубств», «Ну що, приїхали?», «Солдатики», «Екстазі», «Заплати іншому» та «Друзі чоловіка».
1999 року отримав нагороду «Супутник» як найкращий актор у мюзиклі чи комедії за роль Пітера Драгона у телесеріалі «Action».

## Фільмографія

### Кінофільми
| Рік  |    | Українська назва                        | Оригінальна назва                      | Роль                                                                  |
| ---- | -- | --------------------------------------- | -------------------------------------- | --------------------------------------------------------------------- |
| 1996 | ф  | Джеррі Магвайр                          | Jerry Maguire                          | Боб Шугар                                                             |
| 1997 | ф  | Портрет досконалості                    | Picture Perfect                        | Нік                                                                   |
| 1997 | ф  | Королі самогубств                       | Suicide Kings                          | Бретт Кемпбелл                                                        |
| 1997 | мф | Відважний маленький тостер йде до школи | The Brave Little Toaster to the Rescue | Мак Макгро (голос)                                                    |
| 1998 | ф  | Полі                                    | Paulie (film)                          | Полі, синьо-коронковий папуга (голос) / Бенні, дрібний злодій (голос) |
| 1998 | ф  | Солдатики                               | Small Soldiers                         | Ларрі Бенсон                                                          |
| 1998 | ф  | Мафія                                   | Mafia!                                 | Ентоні Кортіно                                                        |
| 1998 | ф  | Мінливості кохання                      | Playing by Heart                       | Марк                                                                  |
| 1999 | ф  | 200 цигарок                             | 200 Cigarettes                         | Джек                                                                  |
| 1999 | ф  | Екстазі                                 | Go                                     | Зак                                                                   |
| 2000 | ф  | Вбивства в Черрі-Фолс                   | Cherry Falls                           | Леонард Марлістон                                                     |
| 2000 | ф  | Заплати іншому                          | Pay It Forward                         | Кріс Чандлер, репортер                                                |
| 2001 | ф  | Поговоримо про секс                     | Speaking of Sex                        | Ден                                                                   |
| 2002 | ф  | Пригоди Плуто Неша                      | The Adventures of Pluto Nash           | Тоні Френсіс                                                          |
| 2002 | ф  | Сімона                                  | Simone                                 | Гел Сінклер                                                           |
| 2005 | ф  | Ну що, приїхали?                        | Are We There Yet?                      | Марті                                                                 |
| 2005 | ф  |                                         | King's Ransom                          | Корі                                                                  |
| 2006 | ф  | Велика ставка                           | Even Money                             | Огі                                                                   |
| 2006 | ф  | Друзі чоловіка                          | The Groomsmen                          | Майк                                                                  |
| 2008 | ф  | Королі вулиць                           | Street Kings                           | сержант Майк Клейді                                                   |
| 2009 | ф  |                                         | Lonely Street                          | Бубба Мабрі                                                           |
| 2010 | ф  | Потойбічне                              | Hereafter                              | Біллі                                                                 |
| 2013 | ф  | Неймовірний Берт Вандерстоун            | The Incredible Burt Wonderstone        | Рік Неймовірний                                                       |
| 2014 | ф  |                                         | Dumbbells                              | Гарольд                                                               |
| 2005 | ф  |                                         | Road Hard                              | Джек Тейлор                                                           |
| 2018 | ф  |                                         | All About Nina                         | Майк                                                                  |
| 2014 | ф  | Air Jordan                              | Air                                    | Джон Фішер                                                            |